# The Early Chapters of Revelation
The Early Chapters of Revelation es una caja recopilatoria en el que se incluyen los primeros 3 CD de la banda Therion, en este se encuentran las canciones de los álbumes, más canciones bonus, las cuales aparecen en la remasterización de estos. Fue realizado en el año 2000.

## Canciones

### Disco 1: Of Darkness...
Ver: Of Darkness...

### Disco 2: Beyond Sanctorum
Ver: Beyond Sanctorum

### Disco 3: Symphony Masses: Ho Drakon Ho Megas
Ver: Symphony Masses: Ho Drakon Ho Megas
- Datos: Q3073056